# Pyrosoma godeauxi
Pyrosoma godeauxi är en ryggsträngsdjursart som beskrevs av van Soest 1981. Pyrosoma godeauxi ingår i släktet Pyrosoma och familjen Pyrosomatidae.
Artens utbredningsområde är Indiska oceanen. Inga underarter finns listade i Catalogue of Life.